# Sloman Neptun Schiffahrts AG

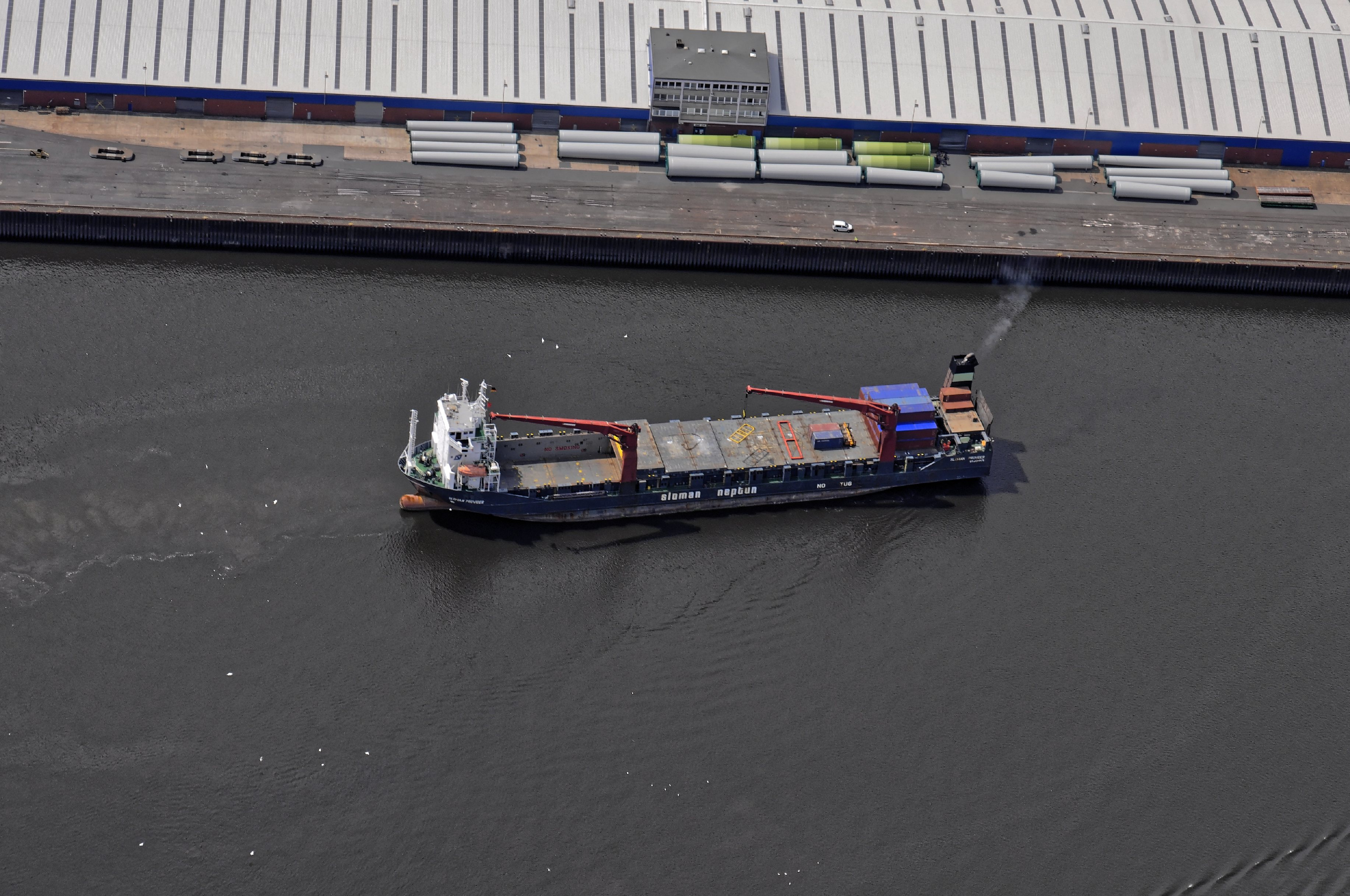
Ein Schiff der Reederei im Bremer Hafen

Die Sloman Neptun Schiffahrts-Aktiengesellschaft ist eine deutsche Reederei mit Sitz in der Hansestadt Bremen.

## Die Reederei
Die Sloman Neptun Reederei betreibt zwölf Flüssiggas- und sieben Chemikalientanker sowie drei Schwergutfrachter. Neben dem Gas- und Chemikalientransport betreibt die Reederei Linienschifffahrt nach England, Antwerpen und Nordafrika sowie Servicedienste in den Hafenbereichen.

## Geschichte

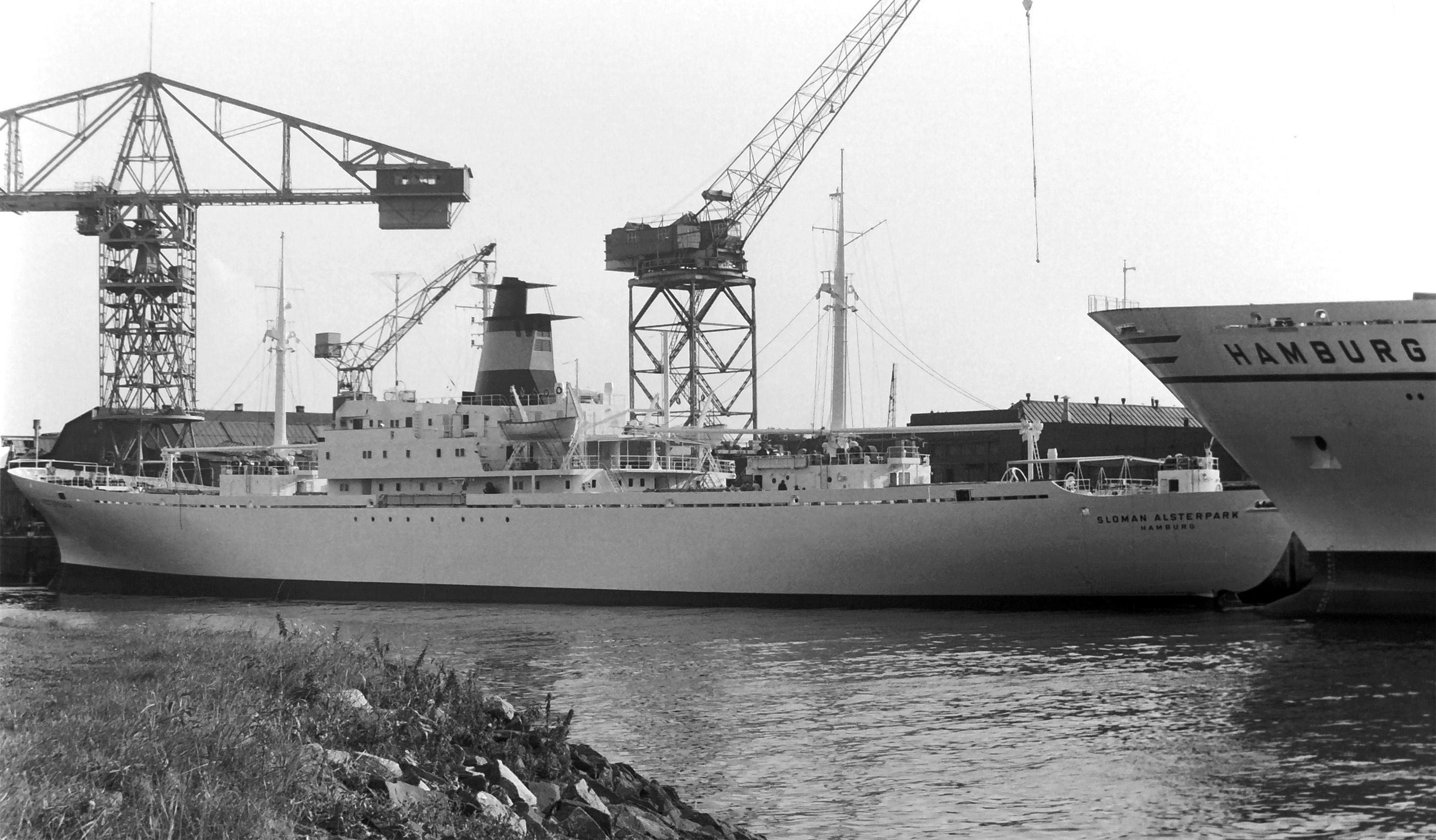
Kühlschiff Sloman Alsterpark 1968 bei der Deutschen Werft

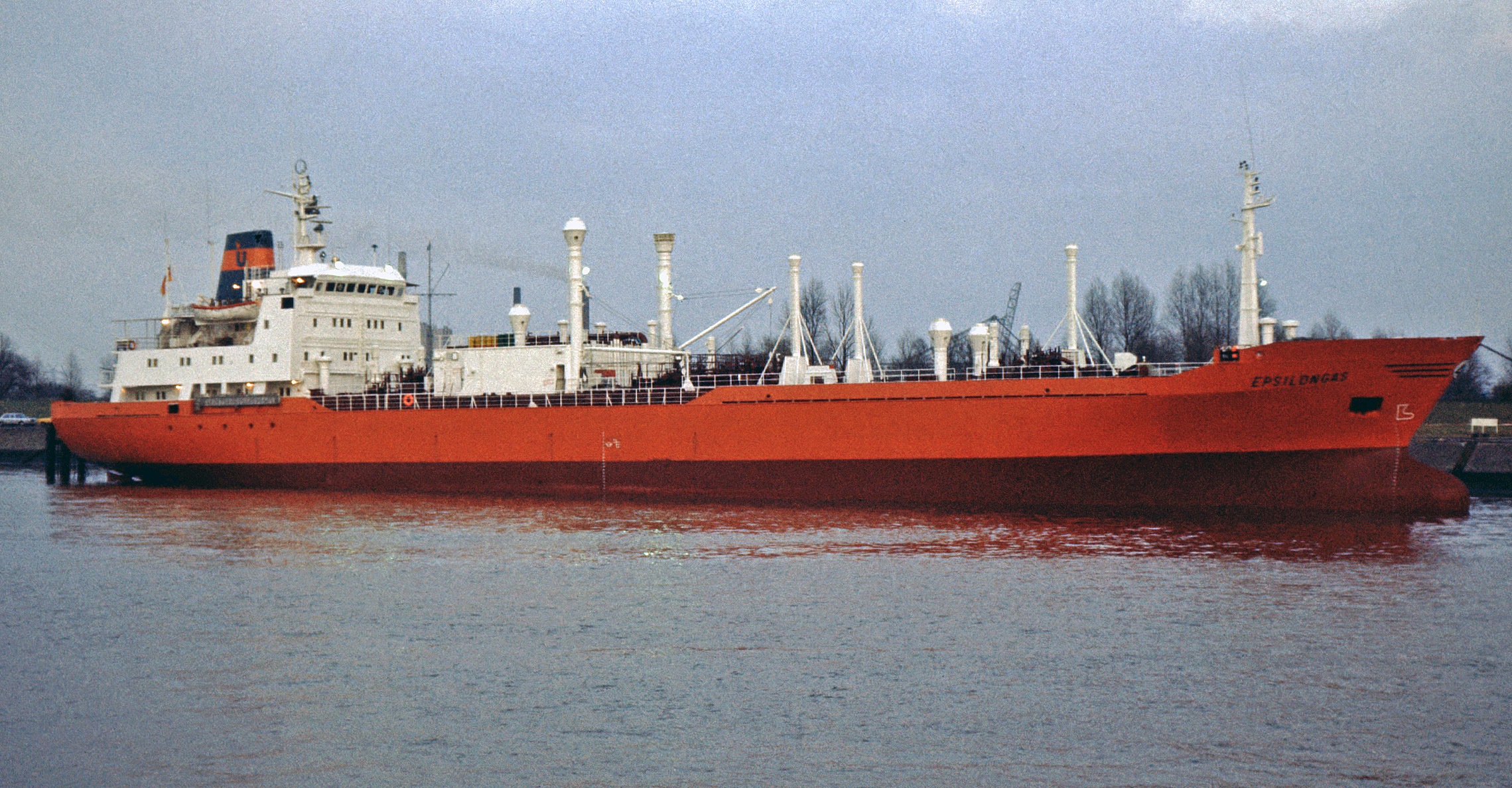
Gastanker Epsilongas erbaut 1977 von der Meyer-Werft in Papenburg

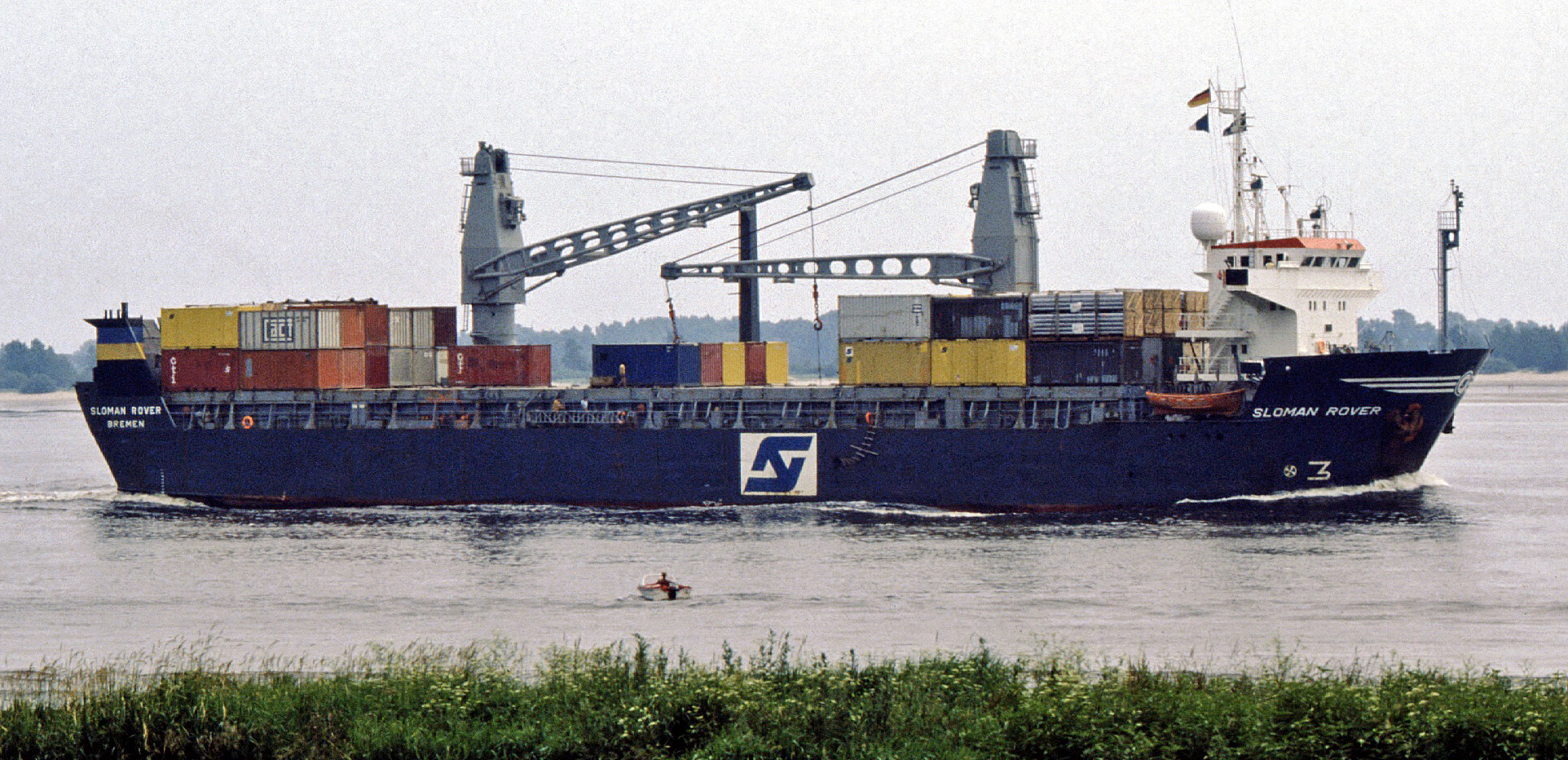
Ro/Ro-Schiff Sloman Rover, einer Schwester der Sloman Ranger, 1985 in Hamburg

Schon ab 1949 bestand ein Gemeinschaftsdienst von der Dampfschifffahrts-Gesellschaft „Neptun“ und Rob. M. Sloman mit Charterschiffen im Mittelmeerraum. Um 1950 begann Sloman mit der Kühlschifffahrt und in den 1960er Jahren mit dem Einsatz von RoRo-Schiffen.
1973 übernahm die Slomanreederei drei Viertel der Aktien der Reederei D.G. Neptun. Seit 1974 führt das Unternehmen den Namen Sloman Neptun Schiffahrts-Aktiengesellschaft und verlagerte seine Aktivitäten nach Bremen, seit 1996 mit Sitz in der Langenstraße 44.
Die Reederei führt seitdem einheitlich die Sloman-Flagge (blauer Grund mit weißem Tor und vier Sternen) und die Schornsteine der Schiffe zeigen das blaugelbe Band der Neptunreederei.
1974 wurde die Kühlschifffahrt eingestellt. Gleichzeitig erfolgte der Ausbau im Bereich der Gastankfahrt, der 1969 bei der Neptun begonnen worden war. Neue linienfähige Mehrzweckschiffe nahmen ihren Dienst auf. 1975 beteiligte sich Sloman am Container-Feederschiff Lappland. Ab 1978 folgte die Indienststellung von vier Mehrzweck-Containerschiffen für die Trampfahrt und fünf RoRo-Frachtern für den Mittelmeerraum. 1982 kenterte eines dieser Schiffe, die Sloman Ranger, nach Kollision im Mittelmeer, konnte aber geborgen werden. Nachdem im Nordafrikageschäft außer mit Flüssiggas kaum noch Wachstum erzielt wurde, wurde der Bau von Gastankern forciert. Die Reederei konnte ihre Position für die Gasfahrt festigen, bis die Krise von 2008/2009 und der Bürgerkrieg in Libyen zu Umsatzrückgängen führten.

### Sloman-Firmen
Die Sloman-Gruppe bestanden und bestehen aus folgenden einzelnen Firmen der Familie:
- William Sloman, Reederei, 1793–1800 †
- W.P. Sloman, Schiffsmakler 1798–1811 †
- William Sloman Wwe, Reederei, 1800–1828 † und 1828–1839, Leitung: W.P. Sloman (bis 1811 †) und Robert Miles Sloman d. Ä. über Mittelsmänner als Kapitäne und „Reeder“.
- Rob. M. Sloman, Schiffsmakler, 1814–1839 (?), Leitung durch Robert Miles Sloman d. Ä.
- Rob. M. Sloman, Reederei, 1839–1866
- Rob. M. Sloman jr., Schiffsmakler, 1841 (1842)–1964, Leitungen: Robert Miles Sloman d. J. (bis 1900 †), Edward Carr (1867–1879), John Alfred Edye (1872–1919),
- Hanseatische Dampfschiffahrts-Gesellschaft zu Hamburg, ab 1840, Makler: Fa. Rob. M. Sloman jr.
- Rob. M. Sloman & Co., 1872–1968 ff, Leitungen u. a.: Robert Miles Sloman d. J. und Friedrich Loesener (1872–1900), John Alfred Edye jr. (1927–1966 †), Max Eyde (1927–1970 †)
- Rob. M. Sloman jr. Verwaltungsgesellschaft m.b.H., seit 1938, Leitungen u. a.: Max Eyde (1938–1970 †), Robert Miles Sloman Reincke (1938–1973 †)
- Australien-Slomanlinie, 1882–1888
- Aktien-Gesellschaft „Alster“, 1898–1912
- Carl Martin Daniel Jörgensen, 1883–1902
- Union-Linie, 1886–1901, Nordamerikalinie von Sloman und der Carr-Linie
- Mathies Reederei KG von 1846, Sloman ist seit 1934 beteiligt
- Vereinigte Sloman Mittelmeerlinie, England, 1953–1963 (?)

### Befahrene Linien
Die Sloman-Reederei befuhr die Linien von Hamburg nach Mittelamerika, Südamerika einschließlich Chile und nach Australien (1882–1887) sowie von New York nach Ostasien und von Europa nach Nordamerika und Westafrika. Heute befährt sie Strecken von Deutschland nach England, Antwerpen und Nordafrika sowie von Italien nach Nordafrika.

### Flottenbestand der Sloman-Reederei
Der Bestand der Flotte nahm zunächst ständig zu. Nach 1870 reduzierte sich die Segelschifffahrt bis etwa 1895 deutlich. Nach dem Ersten Weltkrieg waren nur noch zwei Schiffe mit 2370 BRT im Bestand. Nach dem Zweiten Weltkrieg hatte die Reederei erst wieder ab 1951 vier Schiffe unter ihrer Flagge.
| Jahr | Segler | Commerz- Lasten | ≈ BRT  | Dampfer Motorsch. | BRT    |
| ---- | ------ | --------------- | ------ | ----------------- | ------ |
| 1839 | 5      | 624             | 1.872  | –                 |        |
| 1850 | 8      | 1.351           | 4.053  | –                 |        |
| 1856 | 20     | 4.520           | 13.560 | –                 |        |
| 1871 | 17     | 15.717          | 47.151 | –                 |        |
| 1890 | 7      | 8.422           | 25.566 | 19                | 32.707 |
| 1901 | –      | –               | –      | 20                | 37.529 |
| 1918 | –      | –               | –      | 23                | 46.133 |
| 1937 | –      | –               | –      | 23                | 57.361 |
| 1956 | –      | –               | –      | 11                | 28.809 |
| 1968 | –      | –               | –      | 10                | 35.770 |

### Besonders bedeutende Schiffe
- Die Franklin, 1839–1872, Bark für 100 Lasten, erster transatlantischer Liniendienst der Reederei
- Die Howard (I), 1838–1846, Segelschiff für 125 Lasten, erster Kapitän Ocke Heinrich Flor
- Die Helena Sloman, 1850 erstes transatlantisches Dampfschiff auf dem Nordatlantik

### Besonders bedeutende Kapitäne
- Kapitän Paul Nickels Paulsen (1812–18..) Kapitän der Helena Sloman und der Howard (I und II)
- Kapitän Ocke Heinrich Flor, Mitreeder um 1828
- Kapitän Carl Nommensen
- Kapitän Wolfram Zuch, Schiffsinspekteur in den 1960er Jahren
- Kapitän Günther Reinwald, Kapitän des DRK-Hilfsschiffes Flora

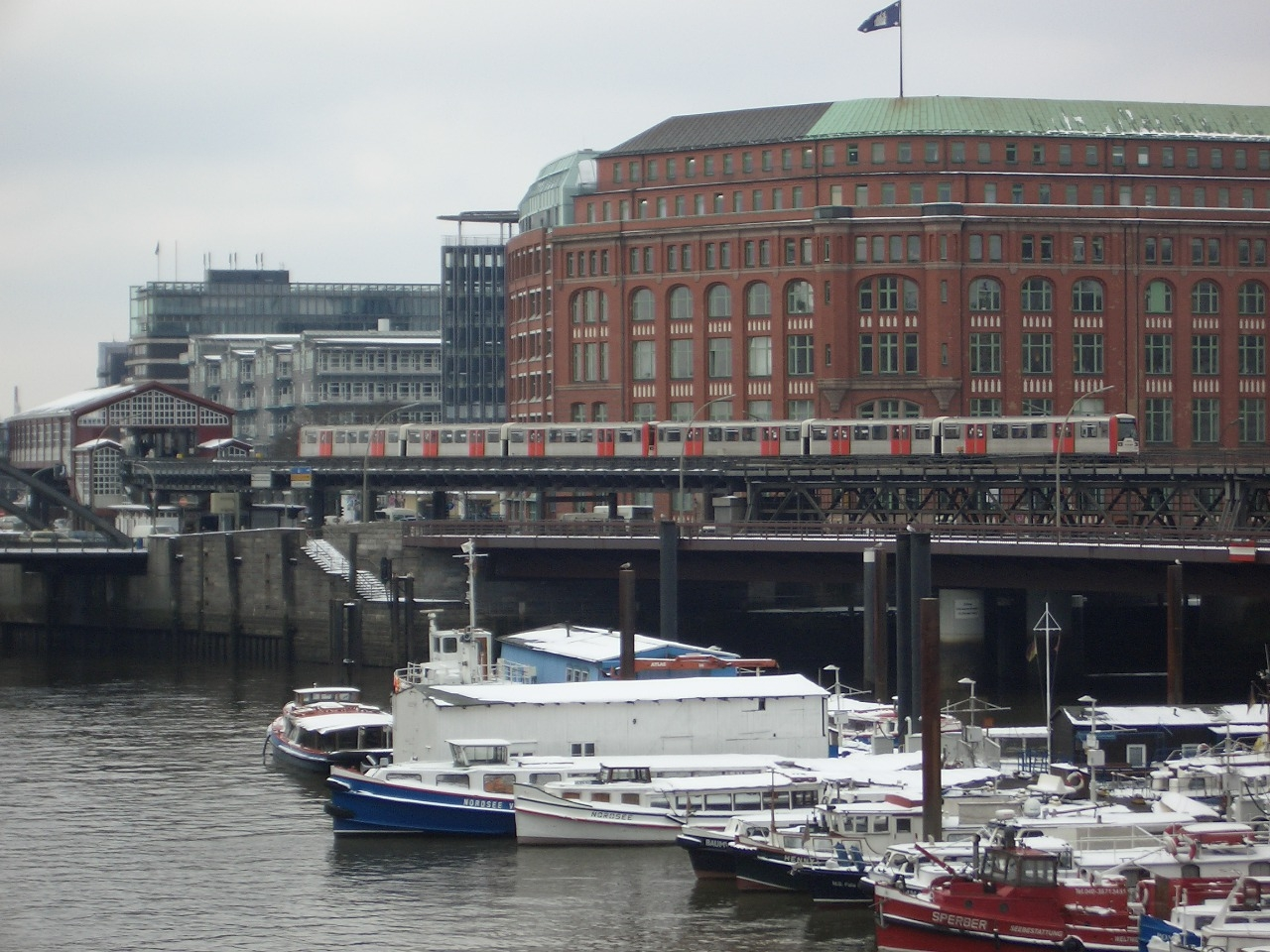
Baumwall mit Slomanhaus

### Das Slomanhaus
Das Slomanhaus ist ein Kontorhaus in Hamburg, das die Reederei von 1908 bis 1910 nach Plänen von Martin Haller errichten ließ. 1921/1922 wurde es nach Plänen von Fritz Höger erweitert und verändert. Ab etwa 1826 bemühte sich Sloman um den Ankauf von Grundstücken am Baumwall in Hamburg und bewohnte ab etwa 1830 das Grundstück Baumwall Nr. 3. Später wurden verschiedene Grundstücke für den zukünftigen Geschäftsneubau grundbuchlich zusammengeschrieben und 1889 ein Platzareal am Steinhöft zusätzlich erworben.

### Neptun-Reederei
1869 gründeten die Bremer Tabakhändler Johann Hermann und Johann Christian Niemann die Partenreederei J. H. & C. Niemann die Niemann mit seinen guten Beziehungen zu Schweden weitgehend führte. Die Schiffe durften unter der neutralen schwedischen Flagge fahren und waren damit vor französischer Kaperei sicher. 1873 wurde die Reederei zu einer Aktiengesellschaft umfirmiert und sie nannte sich nun Dampfschifffahrts-Gesellschaft „Neptun“ Actien-Gesellschaft mit Sitz in Bremen. Die Hauptfahrtgebiete waren die Nordsee und die Ostsee sowie die Weser und seit 1889 der Rhein. Ab 1887 wurden auch spanische und portugiesische Häfen angelaufen. Die Reederei vergrößerte sich bis 1898 auf 45 zumeist kleinere Dampfer.
Nach dem Ersten Weltkrieg wirkte sich das Verbot für deutsche Handelsschifffahrt auf großer See nicht so negativ aus, da die Neptun-Reederei nur kleinere Schiffe besaß. 1925 fuhr das erste Motorschiff unter der Neptunflagge. In den 1920er Jahren war die Reederei abhängig von der Dampfschiffahrtsgesellschaft „Hansa“ (DDG „Hansa“) und vom Norddeutschen Lloyd (NDL). Der NDL erwarb 1930 die Aktienmehrheit, geriet aber ab 1930 selbst in große finanzielle Schwierigkeiten, sodass 1932 die Neptun wieder ausgegliedert wurde. 1939 wurden 72 Schiffe und vier Leichter bereedert, Schiffe, die im Zweiten Weltkrieg zum größten Teil verloren gingen. 1945 begann der Neustart mit zwölf kleinen, alten Schiffen. Seit 1949 arbeitete die Neptun-Reederei mit der Hamburger Reederei Sloman eng zusammen. 1973 übernahm die Slomanreederei die Mehrheit der Aktien der Neptun und seit 1974 führt das Unternehmen den Namen Sloman Neptun Schiffahrts-Aktiengesellschaft.